# Marlboro (cigarett)

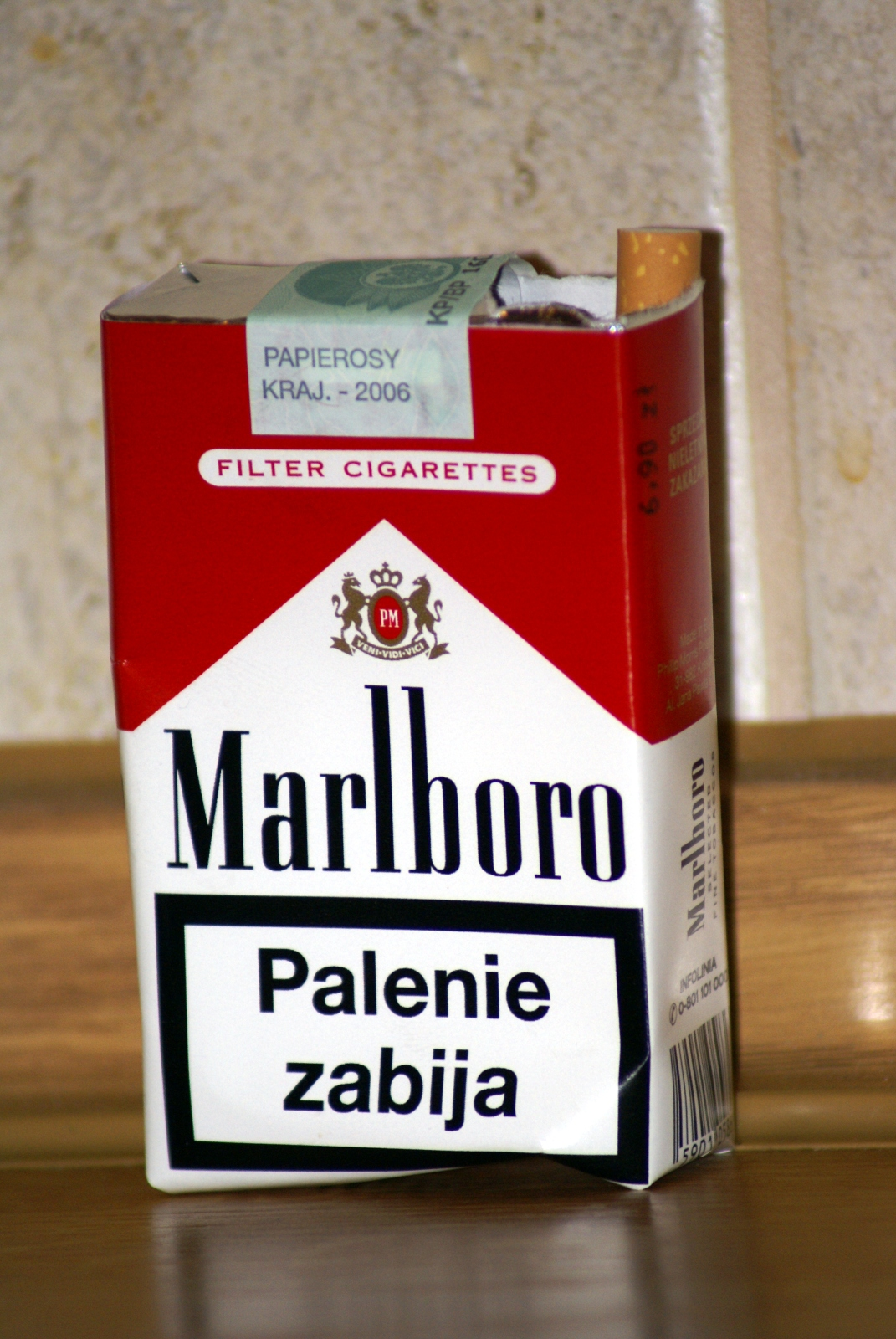
Ett paket Marlboro med polska varningsdekaler

Marlboro är ett cigarettmärke som produceras av det brittisk/schweiziska företaget Altria Group, (tidigare Philip Morris Companies Inc), genom dotterbolaget Philip Morris International. Märket är ett av världens mest rökta och var det vanligast förekommande cigarettmärket i USA år 2001. Namnet Marlboro kommer från en gata i London som heter "Marlborough Street" där företagets ursprungliga fabrik låg. Numera tillverkas de flesta Marlborocigaretter i Richmond i Virginia, USA.

## Historia
1902 skapade det Londonbaserade företaget Philip Morris ett amerikanskt dotterbolag med syfte att etablera företaget i USA. Flera olika märken marknadsfördes däribland Marlboro. 1924 genomfördes en reklamkampanj där Marlboro presenterades som "kvinnans cigarettval" med slogan "Mild as May"
På grund av minskad försäljning drogs märket tillfälligt in från marknaden i samband med andra världskriget. Vid krigsslutet 1945 marknadsförde Philip Morris tre nya märken som kom att ta marknaden med storm, nämligen Chesterfield, Lucky Strike och Camel. Dessa märken levererades till den amerikanska krigsmakten under andra världskriget för vidare distribution till amerikanska soldater. Detta avtal kom att bli mycket lukrativt för företaget då soldaterna fortsatte att röka deras cigaretter även efter att de återvänt från slagfälten.
På femtiotalet lanserades Marlboro åter på världsmarknaden vilket kom att leda till ett av företagets bästa försäljningsresultat någonsin. Företaget lyckades öka försäljningen med nära 5000 %, mycket tack vare den romantiserade reklamkampanjen med cowboyen som senare blev känd under namnet "The Marlboro Man"
Under samma period publicerade tidskriften Reader's Digest en artikel om sambanden mellan rökning och lungcancer. Philip Morris, och även andra tobaksbolag, tog till sig av artikeln och började sälja cigaretter med filter. Marlboros filtercigaretter lanserades 1955.

## Varianter

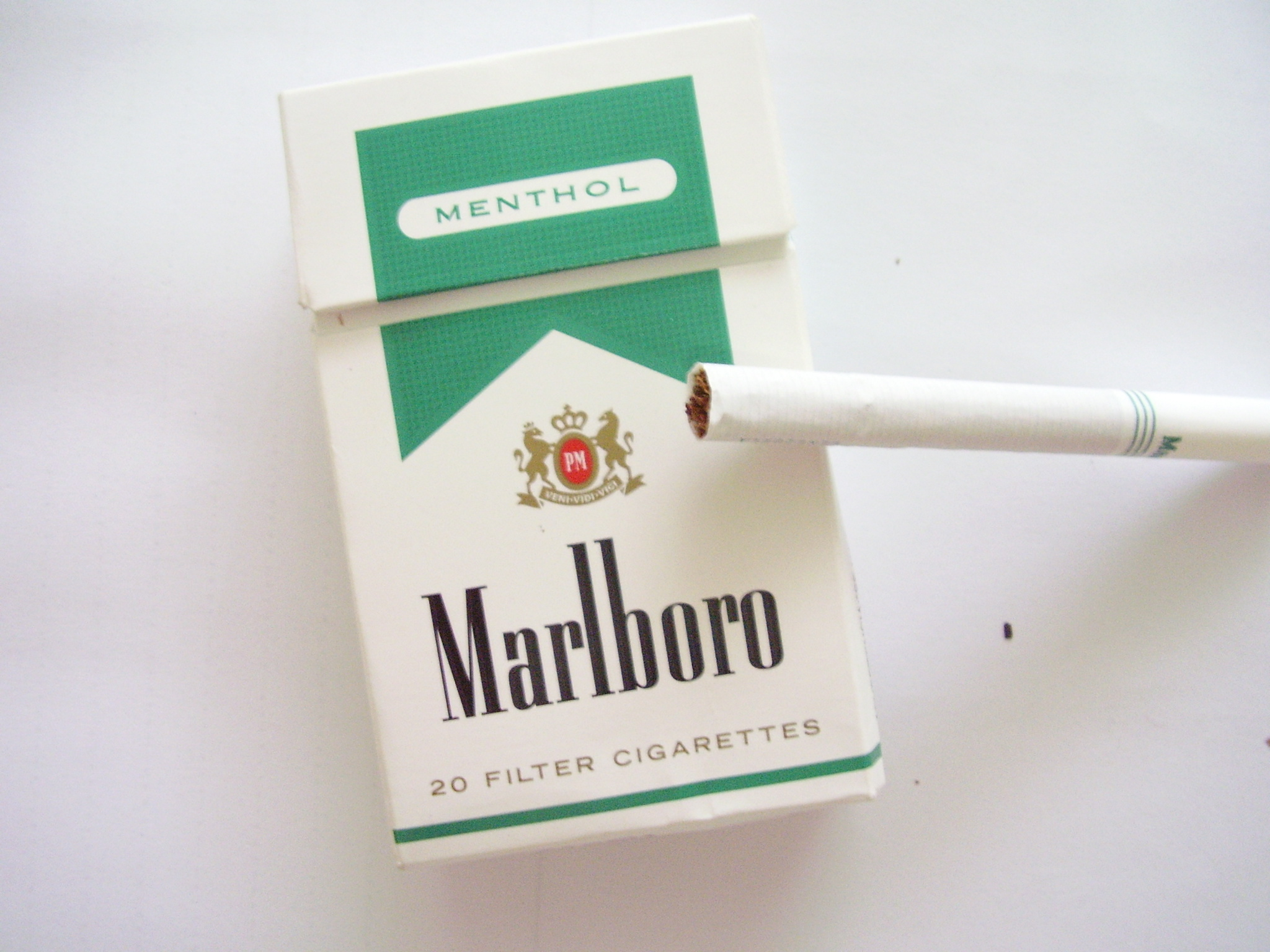
Marlboro Menthols

Marlboro-cigaretter finns i flera varianter med varierande smak och nikotinstyrka. Tillgängligheten på de olika sorterna kan variera från land till land, men följande sorter finns att köpa i de flesta länder:
- Marlboro Originals (röd etikett) Nikotinstyrka 0,8 mg/cigarett
- Marlboro Gold (guldfärgad etikett) Nikotinstyrka 0,6 mg/cigarett
- Marlboro Lights (vitfärgad etikett) Nikotinstyrka 0,6 mg/cigarett
- Marlboro Super Lights (silverfärgad etikett) Nikotinstyrka 0,3 mg/cigarett
- Marlboro Menthols (grön etikett) Nikotinstyrka 0,8 mg/cigarett
- Marlboro Menthols Light (grön etikett) Nikotinstyrka 0,6 mg/cigarett
- Marlboro Wides (silverfärgad etikett, lock öppnar sig på kortsidan) Nikotinstyrka 0,9 mg/cigarett
- Marlboro Fresh (blå färgad etikett) Nikotinstyrka 0.8/cigarett
- Marlboro Gold Advanced (svart etikett) Nikotinstyrka 0.8/cigarett
- Marlboro Beyond (Silvrig etikett) Nikotinstyrka 0.7/cigarett

## Racingsponsring

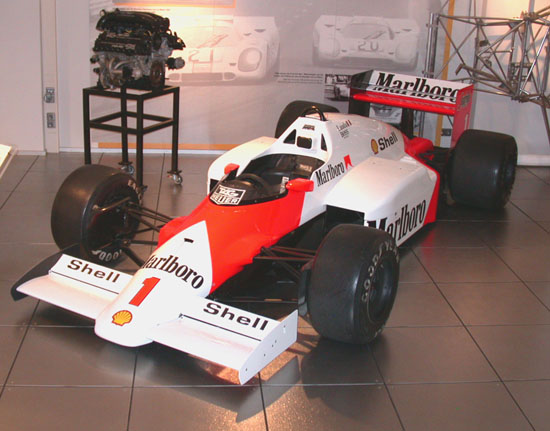
McLaren-TAG 1984-1986

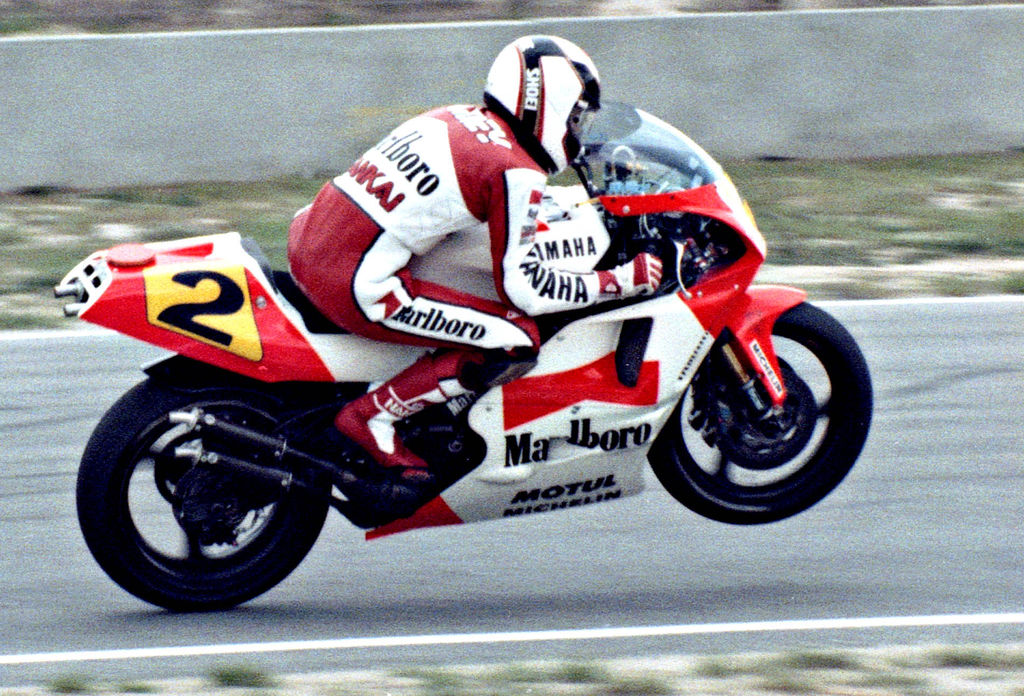
Wayne Rainey, Yamaha på väg mot seger i USA:s Grand Prix på Laguna Seca 1990

Tobakssponsring av sport blev under 1990-talet allt mindre vanligt, men i motorsport förblev den accepterad längre. 1974 började Marlboro sponsra Formel 1-stallet McLaren och samma år vann Emerson Fittipaldi vann mästerskapet som första förare i ett Marlboro-sponsrat stall. Marlboro sponsrade McLaren under 23 år och under tiden vann James Hunt, Ayrton Senna och Alain Prost VM-titlar. 1984 hade dock Marlboro blivit en av sponsorerna till Ferrari och 1997 lyckades Ferrari få Marlboro att skriva ett exklusivt helbilsavtal med stallet, vars bilar fick en ljusare röd nyans. Michael Schumacher blev företagets nya galjonsfigur i F1. Schumacher vann fem titlar under perioden. 2007 fick bara Marlboro synas under tre lopp men trots det var avtalet mer värt än tidigare. Eftersom Marlboros logotyp så sällan fanns på bilen valde Ferrari på förslag från Marlboro att byta färg. Bilarna är från och med Monacos Grand Prix 2007 metallicröda. Från och med säsongen 2008 hade inte Ferrari Marlborodekaler alls. Istället visades det så kallade streckkoder på bilen där sponsorers namn annars står. Sedan Japans Grand Prix 2018 använder man sig av varumärket "Mission Winnow" för att marknadsföra sig på Ferraris F1-bilar.
I MotoGP sponsrade Marlboro länge Yamaha som man vann flera VM-titlar med. Bland annat körde Eddie Lawson och Wayne Rainey med Marlborosponsrade hojar. Inför 2003 gjorde Ducati debut och fick tobaksbolaget som sponsor. Numera är Casey Stoner huvudföraren och tog den första Marlborosponsrade titeln sedan 1992 när han vann år 2007. 
I rally sponsrade Marlboro länge Toyota, som vann förarnas VM 1990, 1992 och 1994 med Marlboro som sponsor. När Toyota blev uteslutna 1995 bytte man några år senare till Mitsubishi, som vann 1999 års mästerskap. Efter en kort period med Peugeot slutade Marlboro att sponsra rally. I USA sponsrade man länge IndyCarteamet Penske, tills USA införde hårdare lagar mot reklamen.